# Летов 22
Летов 22 је двоседа ваздухопловна једрилица, мешовите конструкције намењена за обуку пилота једриличара. Пројектовао ју је инжењер Адриан Кисовец 1954. године. Произведен је само један прототип у словеначкој фирми Летов из Љубљане.

## Пројектовање и развој
У фирми Летов је инж. Адриан Кисовец у исто време радио паралелно на два пројекта Једрилици Летов 21 једносед и Летов 22 двосед. Паралелно са израдом документације обављала се и израда прототипова ових једрилица тако да су завршени у исто време. Обе једрилице су имале прве пробне летове у мају месецу 1955. године.

### Технички опис
Подупрто крило је постављено на горњу ивицу трупа па је тако добијена летелица висококрилни моноплан. Труп једрилице Летов 22 је био елипсастог облика. Носећа конструкција је направљена од заварених челичних цеви са дрвеним стингерсима (лајснама) за које је причвршћена облога од имрегнираног платна. Врх кљуна једрилице је био обложен алуминијумским лимом. На кљуну је била смештена двоседа, у тандем распореду седишта, пилотска кабина са поклопцем од плексигласа из једног дела, који се отварао у страну. Кабина је била опремљена дуплим командама и имала је две истоветне инструмент табле са сетом инструмената за дневно летење. Труп се иза крила нагло сужава према репу. 
Крило једрилице Летов 22 има трапезасти облик са заобљеним крајем. Предња ивица је равна и управна на осу трупа.  Крило је класичне дрвене конструкције са две рамењаче. Нападна ивица крила је изведена као торзиона кутија обложена шпером а остатак крила око 65% је обложен импрегнираним платном. Аеропрофил крила је у корену и средини Gö 549 а крај крила Gö 693, виткост је 13,65, а размак између ребара је 33cm. Крила су подупирачима ослоњена на труп једрилице и у њих су уграђене аеродинамичке кочнице. Конструкција хоризонталног и вертикалног стабилизатора као и кормила били су изведени као и крило. 
Стајни трап једрилице се састоји од фиксног гуменог точка без кочнице, који се налази испод кабине пилота и еластичне дрљаче на репу једрилице.

## Карактеристике
Карактеристике наведене овде се односе на једрилицу Летов 22 а према изворима
| Финеса      | 1 : 22,5 при брзини km/h |
| Перформансе | - максимална брзина 250 km/h - минимална брзина 67 km/h - макс. брзина аеро вуче 120 km/h - макс. брзина витла 90 km/h - минимално пропадање 0,95 m/s при брзини 73 km/h |
| Димензије   | - размах крила 16m - дужина 7,8m - висина m - површина крила 18,80m2 - аеропрофил крила Gö 549 / Gö 693 - макс. оптеречење крила; 26,60kg/m2                             |
| Маса        | - сопствена 320 kg - полетна 500 kg - водени баланс; нема |

## Оперативно коришћење
Једрилица је након испитивања прототипа, добила пловидбену дозволу и регистрована је бројем YU-5032, а коришћена је за обуку и тренажу пилота једриличара.

## Сачувани примерци
Не зна се судбина једрилице Летов 22.

## Земље које су користиле ову једрилицу
- Југославија